# ホケノ山古墳

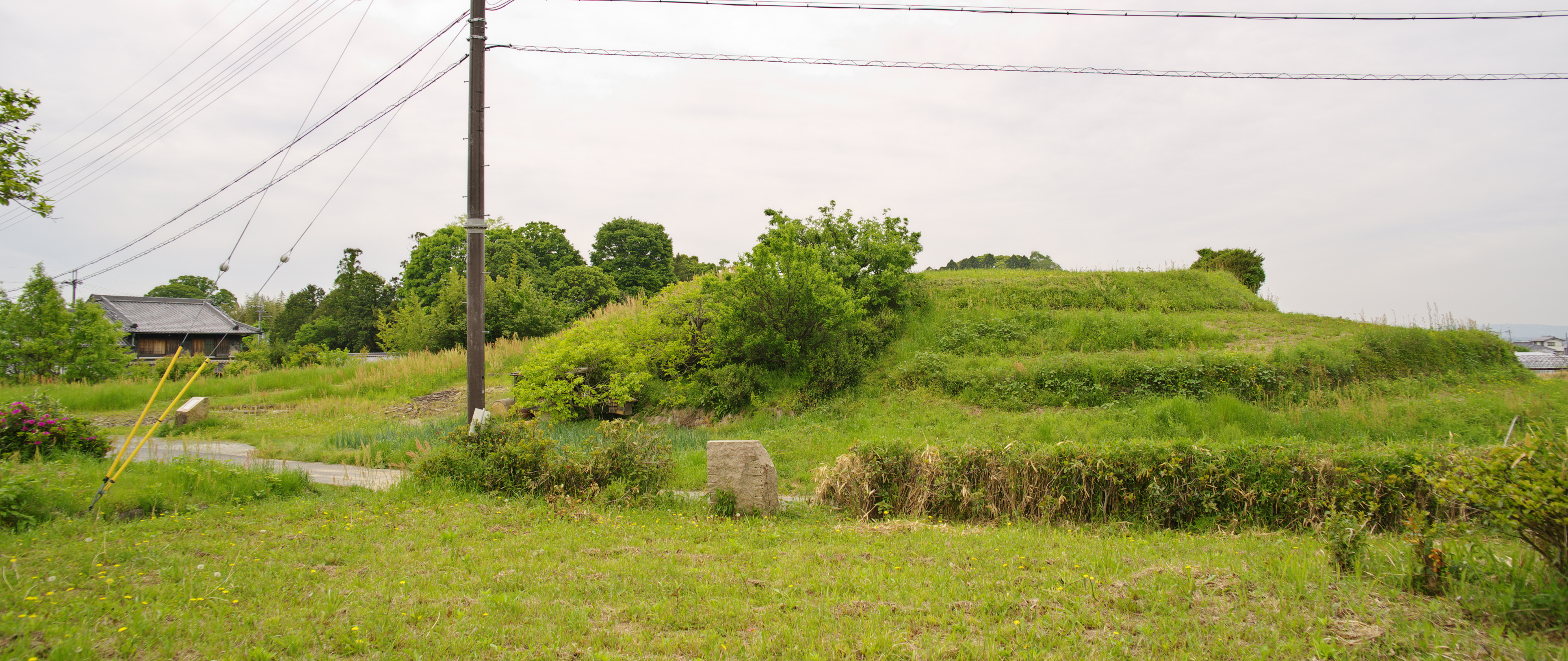
ホケノ山古墳全景。右側が後円部。

ホケノ山古墳（ほけのやまこふん）は、奈良県桜井市箸中にある古墳。形状は帆立貝形古墳（纒向型前方後円墳）。国の史跡に指定され（史跡「纒向古墳群」のうち）、出土品は国の重要文化財に指定されている。

## 概要

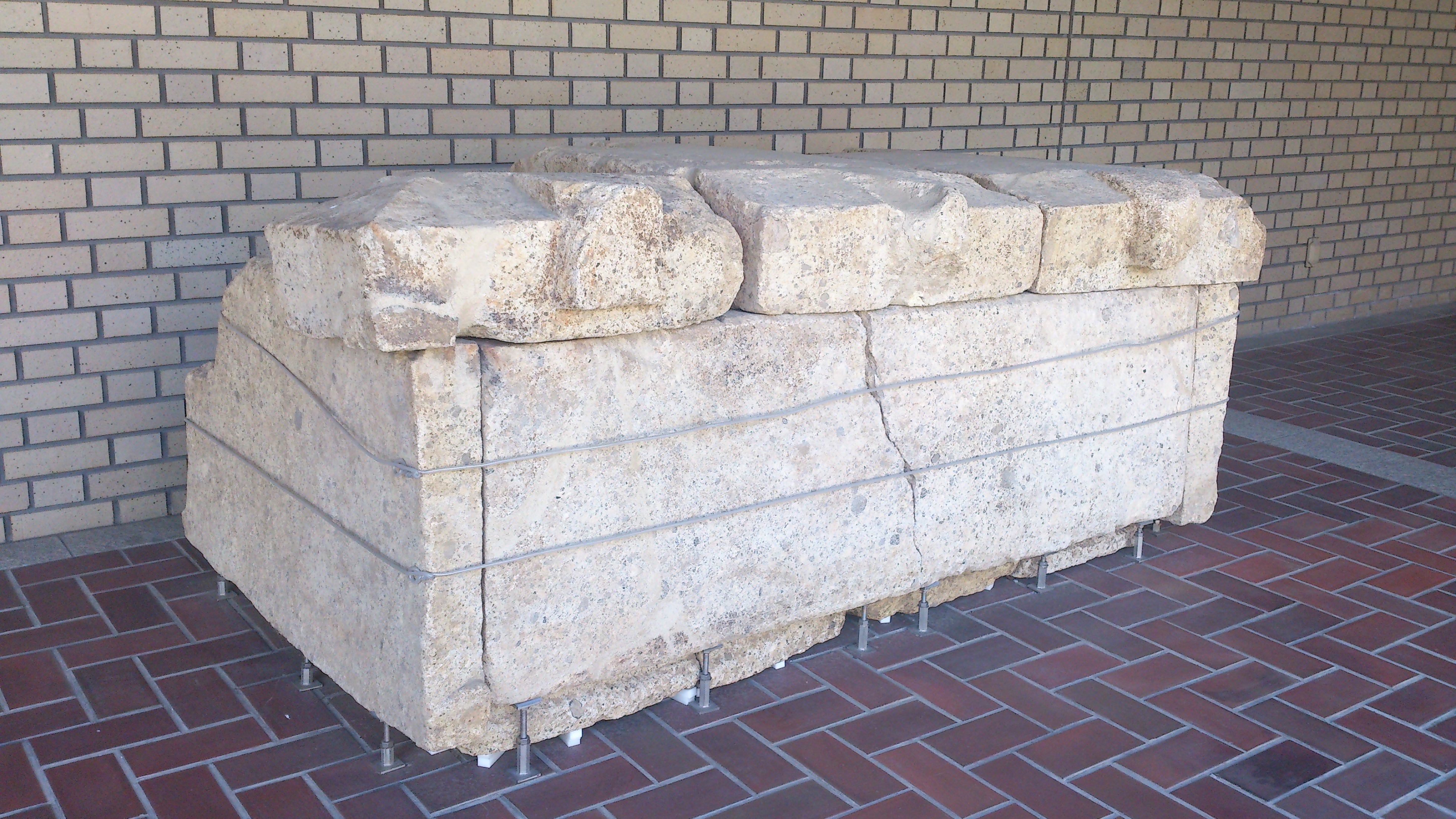
石棺（橿考研附属博物館展示）

- 所在地：三輪山の西山麓、箸墓古墳の東側の丘陵。
- 被葬者：不明（大神神社は豊鍬入姫命の墓としている）。
- 築造時期：以前から豊富な鉄鏃や鉄製刀剣類、鉄製農工具などの副葬品や埋葬施設の形式から４世紀の古墳と考えられてきた。しかし、桜井市纒向学研究センターは築造を邪馬台国の時代（3世紀中頃）に重なるとしている[1]。奈良県立橿原考古学研究所は、2008年（平成20年）の発掘調査報告書で、出土遺物から築造年代を3世紀中頃としつつ[3][4]、木槨木材の炭素年代測定結果の幅が4世紀前半をも含むと報告している[2]。邪馬台国の会はこの測定結果と、石囲い木槨（割竹形木槨）を持つことが『魏志倭人伝』の「棺あって槨なし。」という記述と矛盾することから築造は４世紀であるとし、邪馬台国畿内説に対して疑問を呈している[5]。前方後円形をした弥生墳丘墓であるとする見方と、古墳時代出現期のものであるとする見方が出されている[6]。
- 墳形：纒向型前方後円墳（葺石あり）[1]、円墳に短い前方部を東南方向に付けている[7]。
- 規模：全長約80メートル。後円部径約55メートル（約60メートル[7]）3段築成、前方部長約25メートル（約20メートル[7]）、後円部高さ約8.5メートル、前方部高さ約3.5メートル[7]。周濠幅約10.5-17メートル[1]（西側のほうが広い）。
- 発掘調査:1999年（平成11年）9月から橿原考古学研究所と桜井市教育委員会によって実施され、2009年（平成20年）に調査報告がなされた（『ホケノ山古墳の研究』）。

### 埋葬施設

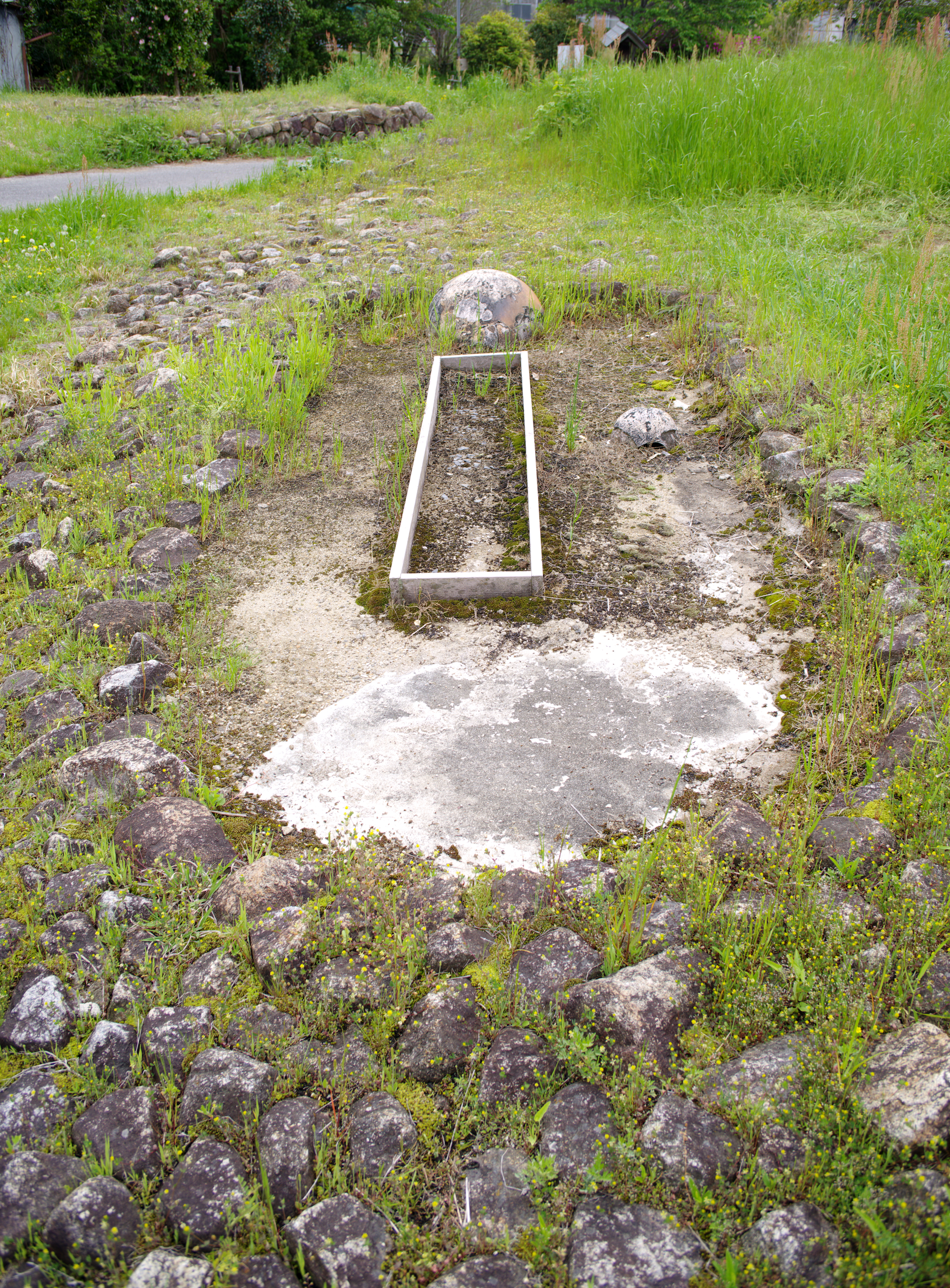
復元整備された前方部木棺直葬墓

- 墳頂部（後円部）の中央から「石囲い木槨」出土[1][7]。大きな土壙内に内側の長さ約7メートル、幅約2.7メートル、高さ推定1.5メートル（現在約1.1メートル）の石室状の「石囲い」施設[7]。その内部にコウヤマキ製の5メートルの刳抜式木棺を納めた大規模な木槨[7]。広義の割竹形木槨。天井は木材を渡し、その上に地元の川原石を積んでいる。棺内は水銀朱で覆われていたと思われる。
- 前方部裾葺石を一部除去して木棺を埋葬している[1][7]。くびれ部に簡単な埋葬施設1基あり。
- 上記2つとは別に、主体部西側に横穴式石室がある。すでにあった墳丘を利用して6世紀末頃に営まれたものと考えられる[7]。石室全長14メートル以上[7]。玄室に組合式家形石棺[7]。

### 副葬品・出土遺物
- 大型壺（瀬戸内系、高さ77センチメートル・最大径65センチメートル）
- 中型壺（東海系、高さ26センチメートル・最大径24センチメートル）
- 銅鏃 約60本
- 鉄鏃 約60本
- 素環頭大刀 1口
- 鉄製刀剣類 10口
- 加飾壺
- 画紋帯同向式神獣鏡（がもんたいどうこうしきしんじゅうきょう）1面
- 画紋帯神獣鏡かと考えられる銅鏡片2個体分、内行花文鏡片
- 鉄製農工具
- 二重口縁壺20体（庄内式）
- 布留0式土器3点

## 文化財

### 重要文化財（国指定）
- 奈良県ホケノ山古墳出土品（考古資料） - 2024年（令和6年）8月27日指定[8]。
  - 画文帯神獣鏡 2面
  - 青銅製品 一括
  - 鉄製品 一括
  - 土師器 15点

重要文化財の指定以前、出土品は「ホケノ山古墳出土品」として2013年（平成25年）3月29日に奈良県指定有形文化財に指定されていた。